# Textilní laminát
Textilní laminát je plochý, vícevrstvý, pružný útvar, který sestává nejméně z jedné vrstvy textilie. Další vrstvy mohou být z textilních materiálů, fólie z umělých hmot nebo z kovů, membrány, pěny z umělých hmot aj.  
Rozdíl mezi textilním laminátem, kašírovanou textilií a bondingem není jednoznačně definován, proto se v praxi tyto tři druhy výrobků často vzájemně zaměňují. 

## Způsob výroby a druhy laminátů
Laminování textilních materiálů je spojování jednotlivých vrstev lepením nebo tavením termoplastických pojiv, příp. lisováním. Laminace se dá provádět ručně (za mokra) nebo na speciálních strojích  lisováním za studena, vytvrzováním v autoklávu, kontinuálním laminováním aj. 
Jako pojivo se používají např. organosoly PVC nebo polyamidové pasty, které se nanášejí na celou plochu nebo bodově. U laminátů pro oděvní účely se dříve textilie často slepovala s polyuretanovou pěnou.
Podle účelu použití se dají lamináty rozdělit na
- laminované „klasické“ textilie
- vláknové výztuže pro kompozity
- nosiče pro plošné (tištěné) spoje

### Laminované textilie
jsou výrobky zpracovávané podobně jako nelaminované textilie (např. šitím) k oděvním, bytovým nebo technickým účelům. (Některé z nich obsahují v konečné formě méně než 80 % textilních vláken, proto se nemají označovat jako textilie).

#### Oděvní textilie
Většina laminátů sestává z kombinace textilie s membránou, např. podšívkový, dvouvrstvý nebo třívrstvý laminát.  Používají se na sportovní i módní oblečení, nejznámější značky jsou Goretex a Sympatex v řadě variant provedení membrány.
Ze starší odborné literatury je známé spojování plošných textilií s vrstvou pěny. Laminace se provádí zahřátím pěny plynovým hořákem, následkem čehož roztavená část pěny přilne k textilii. Hořáky jsou umístěny na speciálních strojích, laminovat se může lícní i rubní strana textilního výrobku. 

#### Bytové textilie
Např. koberce, ubrusy  aj.

#### Technické textilie
Např. lodní  a ochranné plachty, stavební membrány, lamináty pro medicínské účely  aj.

### Výztuž kompozitů
Laminát z textilních materiálů je spojení filamentů nebo plošných výrobků (rohoží, tkanin, pletenin) s pryskyřicí. V kompozitu jsou lamináty uloženy obvykle v několika vrstvách v polymerní matrici. Podíl textilií na celkové váze kompozitu dosahuje maximálně 75 %. 

### Nosiče pro plošné spoje
Laminovaná deska pro plošné spoje vzniká tak, že se slisuje impregnovaná tkanina, prepreg, s dalším prepregem a jednou nebo dvěma vrstvami mědi.

## Galerie laminátů

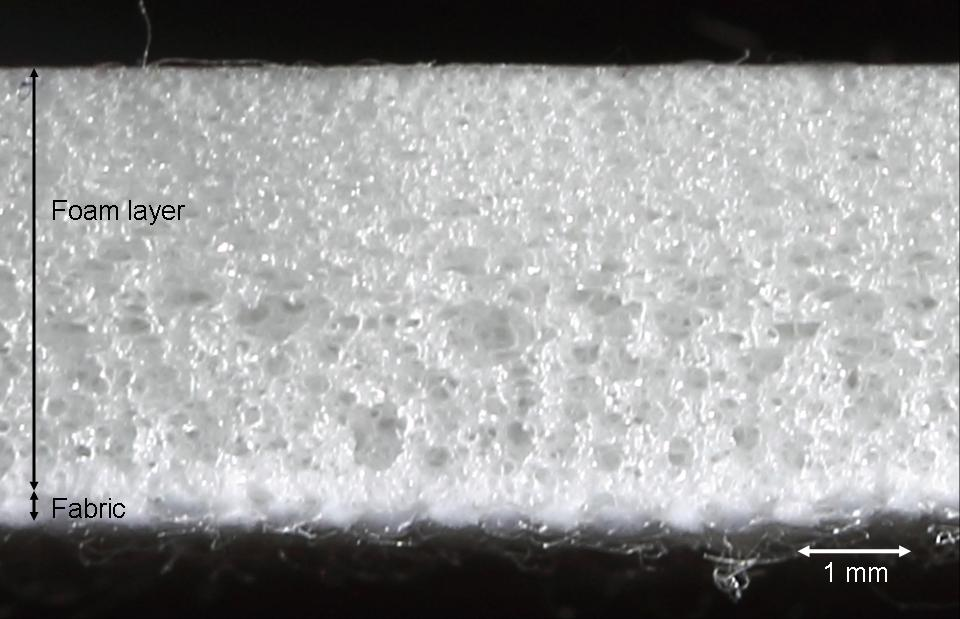
Bavlněná tkanina slepená s polyuretanovou pěnou (tloušťka 4 mm)
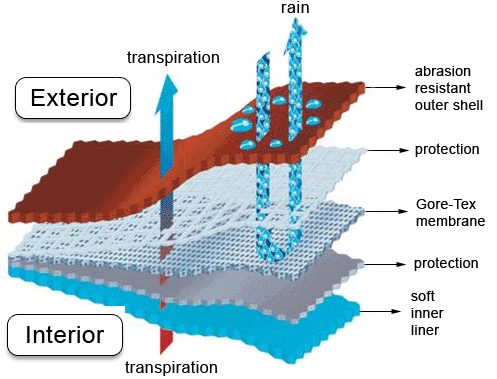
Schéma složení laminátu Goretex
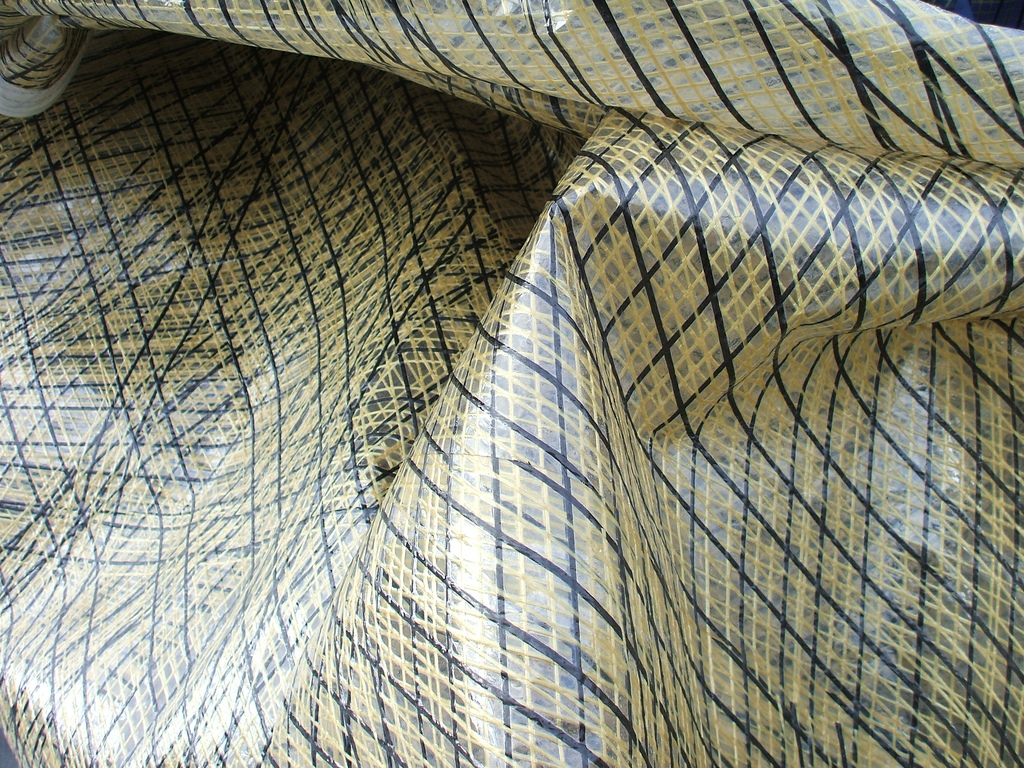
Laminovaná hybridní tkanina z aramidové a uhlíkové příze
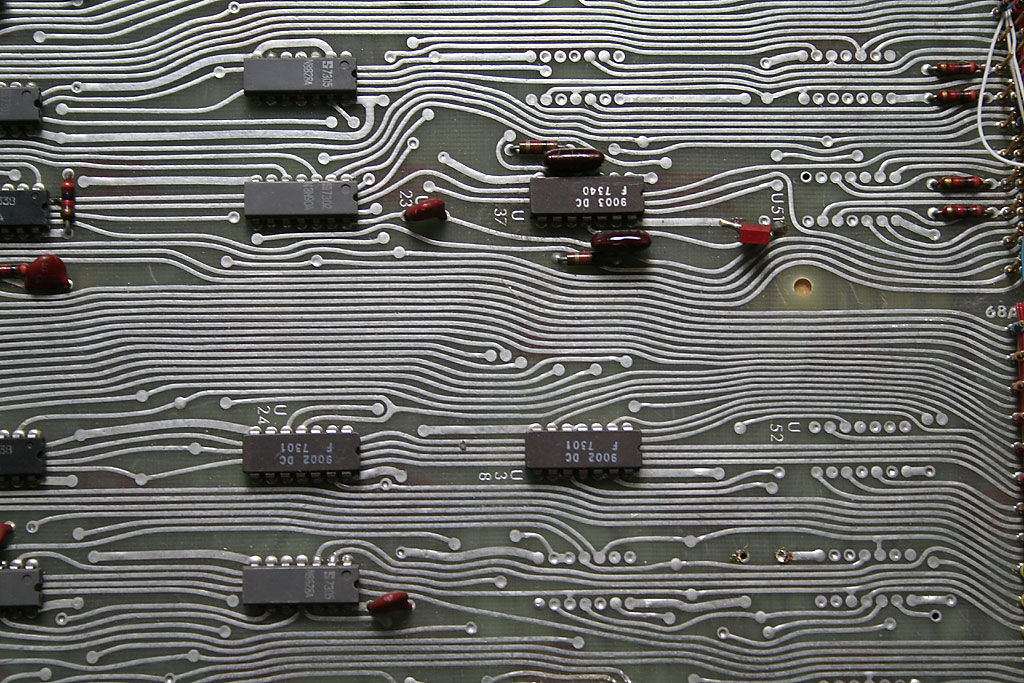
Tištěné spoje (PCB) na laminované tkanině ze skleněné příze